# Izarra
Izarra (baskicky: hvězda) je španělský bylinný likér, velmi specifického aroma. Bývá zelené nebo žluté barvy. Zelená varianta je tvořena z 48 druhů bylin a květů, a žlutá (jemnější) z 32 rostlin. Izarra je nápoj destilovaný z armaňaku. Obsahuje 40–50 % alkoholu. Tento baskický národní nápoj je vyráběn od roku 1835.